# WTA-toernooi van Londen
Het WTA-toernooi van Londen is een tennistoernooi voor vrouwen dat onderdeel is van het tennistoernooi van Londen en wordt georganiseerd in de Britse hoofdstad Londen. De officiële naam van het toernooi wisselt met de sponsor, en was overwegend Queen's Club Championships.
De WTA organiseert het toernooi dat in de categorie WTA 500 valt en wordt gespeeld op gras. De eerste editie werd in 1881 gehouden. Het vrouwentoernooi werd gezamenlijk gespeeld met de mannen tot en met 1973. Vanaf 1977 speelden alleen de mannen op dit toernooi en vanaf 2025 wordt het vrouwentoernooi weer opgestart. De vrouwen spelen in de week direct na Roland Garros. De mannen spelen in de week nadien.

## Officiële toernooinamen
Het toernooi heeft meerdere namen gekend, afhankelijk van de hoofdsponsor:
- 1881–1889: Londen Championships
- 1890–1973: Queen's Club Championships
- 2025: HSBC Championships

## Meervoudig winnaressen enkelspel
| speelster            | aantal titels | in de jaren                        |
| -------------------- | ------------- | ---------------------------------- |
| Ethel Larcombe       | 6             | 1905, 1906, 1912, 1913, 1914, 1919 |
| Charlotte Cooper     | 5             | 1896, 1897, 1898, 1900, 1902       |
| Maud Shackle         | 4             | 1891, 1892, 1893, 1895             |
| Elizabeth Ryan       | 4             | 1923, 1924, 1925, 1929             |
| Jadwiga Jędrzejowska | 4             | 1936, 1937, 1938, 1939             |
| Margaret Court       | 4             | 1961, 1964, 1970, 1971             |
| Blanche Bingley      | 3             | 1886, 1887, 1888                   |
| Edith Austin         | 3             | 1894, 1899, 1901                   |
| Doris Hart           | 3             | 1946, 1947, 1950                   |
| Louise Brough        | 3             | 1949, 1954, 1955                   |
| May Jacks            | 2             | 1889, 1890                         |
| Maud Watson          | 2             | 1884, 1885                         |
| Agnes Morton         | 2             | 1903, 1904                         |
| Violet Pinckney      | 2             | 1907, 1908                         |
| Mabel Clayton        | 2             | 1921, 1922                         |
| Dorothy Kemmis-Betty | 2             | 1926, 1927                         |

## Enkel- en dubbelspeltitel in één jaar
| speelster      | in het jaar |
| -------------- | ----------- |
| Elizabeth Ryan | 1923        |
| Shirley Fry    | 1951        |
| Louise Brough  | 1954        |

## Finales

### Enkelspel
| Datum      | Naam                       | Cat.          | ($)           | Ondergrond               | Winnares                                                 | Verliezend finaliste                                     | Uitslag                                                  |               |
| ---------- | -------------------------- | ------------- | ------------- | ------------------------ | -------------------------------------------------------- | -------------------------------------------------------- | -------------------------------------------------------- | ------------- |
| 1881-07-25 | Queen's Club Championships |               | 0             | gras, buiten             | M. Raikes                                                | Miss Burleigh                                            | 5-0 5-2                                                  |               |
| 1882-1883  | geen toernooi              | geen toernooi | geen toernooi | geen toernooi            | geen toernooi                                            | geen toernooi                                            | geen toernooi                                            | geen toernooi |
| 1884-06-16 | Queen's Club Championships |               | 0             | gras, buiten             | Maud Watson                                              | Edith Coleridge Cole                                     | 6-4 6-2 2-6 6-1                                          |               |
| 1885-06-06 | Queen's Club Championships |               | 0             | gras, buiten             | Maud Watson                                              | Lilian Watson                                            | 6-2 6-3                                                  |               |
| 1886-06-15 | Queen's Club Championships |               | 0             | gras, buiten             | Blanche Bingley                                          | Edith Davies                                             | 6-1 6-1                                                  |               |
| 1887-06-13 | Queen's Club Championships |               | 0             | gras, buiten             | Blanche Bingley                                          | B. James                                                 | 6-4 6-3                                                  |               |
| 1888-06-18 | Queen's Club Championships |               | 0             | gras, buiten             | Blanche Bingley Hillyard                                 | May Jacks                                                | 6-4 6-3                                                  |               |
| 1889-06-11 | Queen's Club Championships |               | 0             | gras, buiten             | May Jacks                                                | Maud Shackle                                             | 6-2 6-1                                                  |               |
| 1890-07-02 | Queen's Club Championships |               | 0             | gras, buiten             | May Jacks                                                | Maud Shackle                                             | 6–2, 6–1                                                 |               |
| 1891-07-13 | Queen's Club Championships |               | 0             | gras, buiten             | Maud Shackle                                             | May Jacks                                                | 6–2, 4–6, 6–3                                            |               |
| 1892-07-11 | Queen's Club Championships |               | 0             | gras, buiten             | Maud Shackle                                             | Edith Austin                                             | 6–2, 6–3                                                 |               |
| 1893-07-03 | Queen's Club Championships |               | 0             | gras, buiten             | Maud Shackle                                             | Edith Austin                                             | 6–2, 6–1                                                 |               |
| 1894-06-25 | Queen's Club Championships |               | 0             | gras, buiten             | Edith Austin                                             | Charlotte Cooper                                         | 8–6, 11–9                                                |               |
| 1895-06-24 | Queen's Club Championships |               | 0             | gras, buiten             | Maud Shackle                                             | Edith Austin                                             | 6–2, 7–5                                                 |               |
| 1896-06-22 | Queen's Club Championships |               | 0             | gras, buiten             | Charlotte Cooper                                         | Agatha Templeman                                         | 6-3, 6-2                                                 |               |
| 1897-07-12 | Queen's Club Championships |               | 0             | gras, buiten             | Charlotte Cooper                                         | Edith Austin                                             | 2–6, 6–2, 6–2                                            |               |
| 1898-07-11 | Queen's Club Championships |               | 0             | gras, buiten             | Charlotte Cooper                                         | Edith Austin                                             | 6–4, 3–6, 8–6                                            |               |
| 1899-07-10 | Queen's Club Championships |               | 0             | gras, buiten             | Edith Austin                                             | Charlotte Cooper                                         | 12–10, 2–6, 9–                                           |               |
| 1900-07-16 | Queen's Club Championships |               | 0             | gras, buiten             | Charlotte Cooper                                         | Edith Greville                                           | 6-4, 6-1                                                 |               |
| 1901-07-15 | Queen's Club Championships |               | 0             | gras, buiten             | Edith Austin                                             | Ethel Thomson                                            | 6–1, 6–1                                                 |               |
| 1902-07-14 | Queen's Club Championships |               | 0             | gras, buiten             | Charlotte Cooper Sterry                                  | Ruth Durlacher                                           | 6-0, 6-0                                                 |               |
| 1903-07-13 | Queen's Club Championships |               | 0             | gras, buiten             | Agnes Morton                                             | Edith Greville                                           | 6-4 5-7 6-0                                              |               |
| 1904-07-11 | Queen's Club Championships |               | 0             | gras, buiten             | Agnes Morton                                             | Ellen Stawell-Brown                                      | 6-2 6-3                                                  |               |
| 1905-06-19 | Queen's Club Championships |               | 0             | gras, buiten             | Ethel Thomson                                            | Edith Greville                                           | 6-3 6-4                                                  |               |
| 1906-06-18 | Queen's Club Championships |               | 0             | gras, buiten             | Ethel Thomson                                            | Mildred Coles                                            | 6-2 6-1                                                  |               |
| 1907-06-17 | Queen's Club Championships |               | 0             | gras, buiten             | Violet Pinckney                                          | Dorothea Douglass-Chambers                               | 2–6, 6–3, 6–4                                            |               |
| 1908-06-15 | Queen's Club Championships |               | 0             | gras, buiten             | Violet Pinckney                                          | Dorothea Douglass-Chambers                               | 6–2, 6–4                                                 |               |
| 1909-06-14 | Queen's Club Championships |               | 0             | gras, buiten             | Aurea Edgington                                          | Madeline Fisher-O'Neill                                  | 6-2, 1-6, 6-3                                            |               |
| 1910-06-13 | Queen's Club Championships |               | 0             | gras, buiten             | Gladys Lamplough                                         | Edith Johnson                                            | 6-2, 6-0                                                 |               |
| 1911-06-19 | Queen's Club Championships |               | 0             | gras, buiten             | Mildred Coles                                            | Agnes Morton                                             | 6-2, 6-0                                                 |               |
| 1912-06-17 | Queen's Club Championships |               | 0             | gras, buiten             | Ethel Larcombe                                           | Dorothy Holman                                           | 6–1, 6–0                                                 |               |
| 1913-06-16 | Queen's Club Championships |               | 0             | gras, buiten             | Ethel Larcombe                                           | Aurea Edgington                                          | 6-2, 10-8                                                |               |
| 1914-06-15 | Queen's Club Championships |               | 0             | gras, buiten             | Ethel Larcombe                                           | Beryl Tulloch                                            | 6-1, 6-2                                                 |               |
| 1915–1918  | geen toernooi              | geen toernooi | geen toernooi | geen toernooi            | geen toernooi                                            | geen toernooi                                            | geen toernooi                                            | geen toernooi |
| 1919-06-16 | Queen's Club Championships |               | 0             | gras, buiten             | Ethel Larcombe                                           | Dorothy Holman                                           | 6–4, 8–6                                                 |               |
| 1920-06-14 | Queen's Club Championships |               | 0             | gras, buiten             | Dorothy Holman                                           | Ethel Larcombe                                           | w.o.                                                     |               |
| 1921-06-13 | Queen's Club Championships |               | 0             | gras, buiten             | Mabel Clayton                                            | Dorothy Holman                                           | 6-4, 8-6                                                 |               |
| 1922-06-19 | Queen's Club Championships |               | 0             | gras, buiten             | Mabel Clayton                                            | W. Keays                                                 | 6-3, 6-4                                                 |               |
| 1923-06-18 | Queen's Club Championships |               | 0             | gras, buiten             | Elizabeth Ryan                                           | Geraldine Beamish                                        | 6–2, 1–6, 6–2                                            |               |
| 1924-06-16 | Queen's Club Championships |               | 0             | gras, buiten             | Elizabeth Ryan                                           | Doris Covell Craddock                                    |                                                          |               |
| 1925-06-15 | Queen's Club Championships |               | 0             | gras, buiten             | Elizabeth Ryan                                           | Ermyntrude Harvey                                        | 6–0, 6–1                                                 |               |
| 1926-06-14 | Queen's Club Championships |               | 0             | gras, buiten             | Dorothy Kemmis-Betty                                     | Eileen Bennett                                           | 7–5, 6–2                                                 |               |
| 1927-06-13 | Queen's Club Championships |               | 0             | gras, buiten             | Dorothy Kemmis-Betty                                     | Enid Head Broadbridge                                    | 6–0, 6–1                                                 |               |
| 1928-06-18 | Queen's Club Championships |               | 0             | gras, buiten             | Joan Ridley                                              | Hélène Contostavlos                                      | 4–6, 6–1, 6–0                                            |               |
| 1929-06-17 | Queen's Club Championships |               | 0             | gras, buiten             | Elizabeth Ryan                                           | Elsie Goldsack                                           | 6–2, 2–6, 6–2                                            |               |
| 1930-06-16 | Queen's Club Championships |               | 0             | gras, buiten             | Madge List                                               | Margaret McKane Stocks                                   | 6–1, 6–3                                                 |               |
| 1931-06-15 | Queen's Club Championships |               | 0             | gras, buiten             | Elsie Goldsack Pittman                                   | Kitty McKane Godfree                                     | 9–7, 6–4                                                 |               |
| 1932-06-13 | Queen's Club Championships |               | 0             | gras, buiten             | Dorothy Andrus                                           | Jadwiga Jędrzejowska                                     | 1–6, 7–5, 6–4                                            |               |
| 1933-06-19 | Queen's Club Championships |               | 0             | gras, buiten             | Elsie Goldsack Pittman & Helen Wills Moody               | Elsie Goldsack Pittman & Helen Wills Moody               | Titel gedeeld                                            |               |
| 1934-06-18 | Queen's Club Championships |               | 0             | gras, buiten             | Jacqueline Goldschmidt                                   | Dorothy Andrus                                           | 5–7, 6–2, 6–0                                            |               |
| 1935-06-17 | Queen's Club Championships |               | 0             | gras, buiten             | Anita Lizana & Sylvie Jung-Henrotin                      | Anita Lizana & Sylvie Jung-Henrotin                      | Titel gedeeld                                            |               |
| 1936-06-15 | Queen's Club Championships |               | 0             | gras, buiten             | Jadwiga Jędrzejowska                                     | Susan Noel                                               | 6–2, 6–4                                                 |               |
| 1937-06-14 | Queen's Club Championships |               | 0             | gras, buiten             | Jadwiga Jędrzejowska                                     | Kay Stammers                                             | 6–3, 6–0                                                 |               |
| 1938-06-13 | Queen's Club Championships |               | 0             | gras, buiten             | Jadwiga Jędrzejowska                                     | Hilde Krahwinkel Sperling                                | 6–3, 6–0                                                 |               |
| 1939-06-19 | Queen's Club Championships |               | 0             | gras, buiten             | Jadwiga Jędrzejowska                                     | Hilde Krahwinkel Sperling                                | 6–1, 6–4                                                 |               |
| 1940–1945  | geen toernooi              | geen toernooi | geen toernooi | geen toernooi            | geen toernooi                                            | geen toernooi                                            | geen toernooi                                            | geen toernooi |
| 1946-06-17 | Queen's Club Championships |               | 0             | gras, buiten             | Doris Hart                                               | Margaret Osborne                                         | 6–8, 6–3, 6–3                                            |               |
| 1947-06-16 | Queen's Club Championships |               | 0             | gras, buiten             | Doris Hart                                               | Margaret Osborne                                         | 6–4, 6–0                                                 |               |
| 1948-06-14 | Queen's Club Championships |               | 0             | gras, buiten             | Doris Hart & Margaret Osborne duPont                     | Doris Hart & Margaret Osborne duPont                     | Titel gedeeld                                            |               |
| 1949-06-13 | Queen's Club Championships |               | 0             | gras, buiten             | Louise Brough                                            | Margaret Osborne duPont                                  | 3–6, 6–1, 6–3                                            |               |
| 1950-06-19 | Queen's Club Championships |               | 0             | gras, buiten             | Doris Hart                                               | Margaret Osborne duPont                                  | 4–6, 6–4, 6–4                                            |               |
| 1951-06-18 | Queen's Club Championships |               | 0             | gras, buiten             | Shirley Fry                                              | Nancy Chaffee                                            | 6–3, 8–6                                                 |               |
| 1952-06-16 | Queen's Club Championships |               | 0             | gras, buiten             | Hazel Redick-Smith                                       | Elizabeth Wilford                                        | 7–5, 6–1                                                 |               |
| 1953-06-15 | Queen's Club Championships |               | 0             | gras, buiten             | Jean Rinkel-Quertier                                     | Heather Brewer                                           | 6–1, 4–6, 6–2                                            |               |
| 1954-06-14 | Queen's Club Championships |               | 0             | gras, buiten             | Louise Brough                                            | Shirley Fry                                              | 6–1, 6–4                                                 |               |
| 1955-06-13 | Queen's Club Championships |               | 0             | gras, buiten             | Louise Brough                                            | Jean Forbes                                              | 6–3, 6–1                                                 |               |
| 1956-06-18 | Queen's Club Championships |               | 0             | gras, buiten             | Angela Buxton                                            | Patricia Ward                                            | 6–4, 6–0                                                 |               |
| 1957-06-17 | Queen's Club Championships |               | 0             | gras, buiten             | Mimi Arnold                                              | Zsuzsa Körmöczy                                          | 6–1, 5–7, 6–3                                            |               |
| 1958-06-16 | Queen's Club Championships |               | 0             | gras, buiten             | Bernice Carr                                             | Margaret Varner                                          | 6–4, 5–7, 8–6                                            |               |
| 1959-06-15 | Queen's Club Championships |               | 0             | gras, buiten             | Yola Ramírez                                             | Christiane Mercelis                                      | 2–6, 6–1, 6–3                                            |               |
| 1960-06-13 | Queen's Club Championships |               | 0             | gras, buiten             | Christine Truman                                         | Karen Hantze Susman                                      | 6–4, 6–3                                                 |               |
| 1961-06-19 | Queen's Club Championships |               | 0             | gras, buiten             | Margaret Smith                                           | Nancy Richey                                             | 6–0, 4–6, 6–2                                            |               |
| 1962-06-18 | Queen's Club Championships |               | 0             | gras, buiten             | Rita Bentley                                             | Lorna Cornell                                            | 7–5, 7–5                                                 |               |
| 1963-06-22 | Queen's Club Championships |               | 0             | gras, buiten             | Robyn Ebbern                                             | Rita Bentley                                             | 6–3, 6–3                                                 |               |
| 1964-06-15 | Queen's Club Championships |               | 0             | gras, buiten             | Margaret Smith                                           | Ann Haydon-Jones                                         | 6–3, 6–2                                                 |               |
| 1965-06-14 | Queen's Club Championships |               | 0             | gras, buiten             | Annette Van Zyl                                          | Christine Truman                                         | 6–3, 4–6, 6–4                                            |               |
| 1966-06-12 | Queen's Club Championships |               | 0             | gras, buiten             | Françoise Dürr                                           | Judy Tegart                                              | 4–6, 6–3, 7–5                                            |               |
| 1967-06-19 | Queen's Club Championships |               | 0             | gras, buiten             | Nancy Richey                                             | Kerry Melville                                           | 2–6, 6–2, 6–4                                            |               |
| 1968-06-17 | Queen's Club Championships |               | [ 78 ]        | gras, buiten             | Ann Haydon-Jones & Nancy Richey gedeeld vanwege regenval | Ann Haydon-Jones & Nancy Richey gedeeld vanwege regenval | Ann Haydon-Jones & Nancy Richey gedeeld vanwege regenval | details       |
| 1969-06-16 | Queen's Club Championships |               | 10.700        | gras, buiten hout binnen | Ann Haydon-Jones                                         | Winnie Shaw                                              | 6-0, 6-1                                                 | details       |
| 1970-06-15 | Queen's Club Championships |               | 11.500        | gras, buiten             | Margaret Court                                           | Winnie Shaw                                              | 2-6, 8-6, 6-2                                            | details       |
| 1971-06-14 | Queen's Club Championships |               | 11.500        | gras, buiten             | Margaret Court                                           | Billie Jean King                                         | 6-3, 3-6, 6-3                                            | details       |
| 1972-06-19 | Queen's Club Championships |               | 14.600        | gras, buiten             | Chris Evert                                              | Karen Krantzcke                                          | 6-4, 6-0                                                 | details       |
| 1973-06-17 | Queen's Club Championships |               | [ 83 ]        | gras, buiten             | Olga Morozova                                            | Evonne Goolagong                                         | 6-2, 6-3                                                 | details       |
| 1974–2024  | geen toernooi              | geen toernooi | geen toernooi | geen toernooi            | geen toernooi                                            | geen toernooi                                            | geen toernooi                                            | geen toernooi |
| 2025-06-09 | HSBC Championships         | WTA 500       | 1.415.000     | gras, buiten             | Tatjana Maria                                            | Amanda Anisimova                                         | 6-3, 6-4                                                 | details       |

### Dubbelspel
| 1881-1914  | Queen's Club Championships | Uitslagen niet terug te vinden.                      | Uitslagen niet terug te vinden.                      | Uitslagen niet terug te vinden.                      | Uitslagen niet terug te vinden.                                             | Uitslagen niet terug te vinden.                                             | Uitslagen niet terug te vinden.                      | Uitslagen niet terug te vinden. |                                 |                                 |                                 |
| 1915–1918  | geen toernooi              | geen toernooi                                        | geen toernooi                                        | geen toernooi                                        | geen toernooi                                                               | geen toernooi                                                               | geen toernooi                                        | geen toernooi                   |                                 |                                 |                                 |
| 1919-06-16 | Queen's Club Championships |                                                      | 0                                                    | gras, buiten                                         | Dorothea Douglass-Chambers Elizabeth Ryan                                   | Ethel Larcombe Phyllis Satterthwaite                                        | 4-6, 6-2, 7-5                                        |                                 |                                 |                                 |                                 |
| 1920-06-14 | Queen's Club Championships |                                                      | 0                                                    | gras, buiten                                         | Ethel Larcombe Phyllis Satterthwaite                                        | Doris Craddock Cecily Marriott                                              | 6-4, 6-4                                             |                                 |                                 |                                 |                                 |
| 1921-06-13 | Queen's Club Championships |                                                      | 0                                                    | gras, buiten                                         | Dora Geen Winifred McNair                                                   | Mrs. Atkey Mrs. Foulger                                                     | 6-4, 6-3                                             |                                 |                                 |                                 |                                 |
| 1922-06-19 | Queen's Club Championships |                                                      | 0                                                    | gras, buiten                                         | Mrs. B. May Mrs. van Praagh                                                 | B. Vrown Mrs.Ellis                                                          | 7-5, 6-1                                             |                                 |                                 |                                 |                                 |
| 1923-06-18 | Queen's Club Championships |                                                      | 0                                                    | gras, buiten                                         | Dorothea Douglass-Chambers Elizabeth Ryan                                   | groepsfase                                                                  | groepsfase                                           |                                 |                                 |                                 |                                 |
| 1924-06-16 | Queen's Club Championships |                                                      | 0                                                    | gras, buiten                                         | Uitslagen niet terug te vinden.                                             | Uitslagen niet terug te vinden.                                             | Uitslagen niet terug te vinden.                      | Uitslagen niet terug te vinden. | Uitslagen niet terug te vinden. | Uitslagen niet terug te vinden. | Uitslagen niet terug te vinden. |
| 1925-06-15 | Queen's Club Championships |                                                      | 0                                                    | gras, buiten                                         | Ermyntrude Harvey Dorothea Douglass-Chambers                                | Judith Backhouse Mrs. Carritt                                               | 6-0, 6-0                                             |                                 |                                 |                                 |                                 |
| 1926-06-14 | Queen's Club Championships |                                                      | 0                                                    | gras, buiten                                         | Ermyntrude Harvey Dorothea Douglass-Chambers                                | Edith Clarke Dorothy Hill                                                   | 6-1, 9-7                                             |                                 |                                 |                                 |                                 |
| 1927-06-13 | Queen's Club Championships |                                                      | 0                                                    | gras, buiten                                         | Bobbie Heine Irene Peacock                                                  | Phyllis Covell Gwen Sterry                                                  | 6-3, 6-3                                             |                                 |                                 |                                 |                                 |
| 1928-06-18 | Queen's Club Championships |                                                      | 0                                                    | gras, buiten                                         | Sylvia Harper Gladys Toyne                                                  | Floris Conway Marjorie Cox                                                  | 8-6, 6-3                                             |                                 |                                 |                                 |                                 |
| 1929-06-17 | Queen's Club Championships |                                                      | 0                                                    | gras, buiten                                         | Elsie Goldsack Dorothy Jameson                                              | May Bundy Marjorie Morrill                                                  | 6-3, 7-5                                             |                                 |                                 |                                 |                                 |
| 1930-06-16 | Queen's Club Championships |                                                      | 0                                                    | gras, buiten                                         | Cilly Aussem Elizabeth Ryan                                                 | Betty Nuthall Eileen Whittingstall                                          | 3-6, 6-2, 6-4                                        |                                 |                                 |                                 |                                 |
| 1931-06-15 | Queen's Club Championships |                                                      | 0                                                    | gras, buiten                                         | Anne Harper Midge Van Ryan                                                  | Kitty Godfree Margaret Stocks                                               | 7-5, 6-4                                             |                                 |                                 |                                 |                                 |
| 1932-06-13 | Queen's Club Championships |                                                      | 0                                                    | gras, buiten                                         | Peggy Michell Dorothy Round                                                 | Anne Harper Sarah Palfrey                                                   | 6-0, 6-3                                             |                                 |                                 |                                 |                                 |
| 1933-06-19 | Queen's Club Championships |                                                      | 0                                                    | gras, buiten                                         | Simonne Mathieu & Elizabeth Ryan Ermyntrude Harvey & Phoebe Holcroft-Watson | Simonne Mathieu & Elizabeth Ryan Ermyntrude Harvey & Phoebe Holcroft-Watson | Titel gedeeld                                        |                                 |                                 |                                 |                                 |
| 1934-06-18 | Queen's Club Championships |                                                      | 0                                                    | gras, buiten                                         | Doris Howard Colette Rosambert                                              | Dorothy Burke Sylvia Henrotin                                               | 6-2, 3-6, 8-6                                        |                                 |                                 |                                 |                                 |
| 1935-06-17 | Queen's Club Championships |                                                      | 0                                                    | gras, buiten                                         | Jadwiga Jędrzejowska Susan Noel                                             | Joan Hartigan Nell Hopman                                                   |                                                      |                                 |                                 |                                 |                                 |
| 1936-06-15 | Queen's Club Championships |                                                      | 0                                                    | gras, buiten                                         | Dorothy Andrus Sylvia Henrotin                                              | Nelly Adamson Josane Sigart                                                 | 6-4, 5-7, 6-2                                        |                                 |                                 |                                 |                                 |
| 1937-06-14 | Queen's Club Championships |                                                      | 0                                                    | gras, buiten                                         | Dorothy Andrus Sylvia Henrotin                                              | Mary Hardwick Ermyntrude Harvey                                             | 8-6, 6-1                                             |                                 |                                 |                                 |                                 |
| 1938-06-13 | Queen's Club Championships |                                                      | 0                                                    | gras, buiten                                         | Bobbie Heine Miller Margaret Morphew                                        | Jadwiga Jędrzejowska Muriel Thomas                                          | 4-6, 6-0, 6-0                                        |                                 |                                 |                                 |                                 |
| 1939-06-19 | Queen's Club Championships |                                                      | 0                                                    | gras, buiten                                         | Dorothy Andrus Sylvia Henrotin                                              | Jadwiga Jędrzejowska Billie Yorke                                           | 6-2, 6-2                                             |                                 |                                 |                                 |                                 |
| 1940–1945  | geen toernooi              | geen toernooi                                        | geen toernooi                                        | geen toernooi                                        | geen toernooi                                                               | geen toernooi                                                               | geen toernooi                                        | geen toernooi                   |                                 |                                 |                                 |
| 1946-06-17 | Queen's Club Championships |                                                      | 0                                                    | gras, buiten                                         | Louise Brough Margaret Osborne                                              | Pailine Betz Doris Hart                                                     | 6-2, 6-4                                             |                                 |                                 |                                 |                                 |
| 1947-06-16 | Queen's Club Championships |                                                      | 0                                                    | gras, buiten                                         | Louise Brough Margaret Osborne                                              | Nancye Wynne-Bolton Nell Hopman                                             | 6-2, 6-2                                             |                                 |                                 |                                 |                                 |
| 1948-06-14 | Queen's Club Championships |                                                      | 0                                                    | gras, buiten                                         | Shirley Fry & Mary Prentiss Louise Brough & Margaret Osborne duPont         | Shirley Fry & Mary Prentiss Louise Brough & Margaret Osborne duPont         | Titel gedeeld                                        |                                 |                                 |                                 |                                 |
| 1949-06-13 | Queen's Club Championships |                                                      | 0                                                    | gras, buiten                                         | Gussie Moran Pat Todd                                                       | Joy Gannon Betty Hilton                                                     | 6-3, 9-7                                             |                                 |                                 |                                 |                                 |
| 1950-06-19 | Queen's Club Championships |                                                      | 0                                                    | gras, buiten                                         | Louise Brough Margaret Osborne-duPont                                       | Shirley Fry Doris Hart                                                      | 6–2, 6-4                                             |                                 |                                 |                                 |                                 |
| 1951-06-18 | Queen's Club Championships |                                                      | 0                                                    | gras, buiten                                         | Shirley Fry Doris Hart                                                      | Nancye Wynne-Bolton Margaret Osborne-duPont                                 | 6–4, 5-7, 6-3                                        |                                 |                                 |                                 |                                 |
| 1952-06-16 | Queen's Club Championships |                                                      | 0                                                    | gras, buiten                                         | Louise Brough Maureen Connolly                                              | Gwendy Love Beryl Penros                                                    | 6–4, 5-7, 6-3                                        |                                 |                                 |                                 |                                 |
| 1953-06-15 | Queen's Club Championships |                                                      | 0                                                    | gras, buiten                                         | Maureen Connolly Julie Sampson                                              | Helen Fletcher Jean Rinkel-Quertier                                         | 6–4, 10-8                                            |                                 |                                 |                                 |                                 |
| 1954-06-14 | Queen's Club Championships |                                                      | 0                                                    | gras, buiten                                         | Louise Brough Margaret Osborne-duPont                                       | Barbara Kimbrell Baba Lewis                                                 | 6–1, 6-1                                             |                                 |                                 |                                 |                                 |
| 1955-06-13 | Queen's Club Championships |                                                      | 0                                                    | gras, buiten                                         | Beverly Fleitz Darlene Hard                                                 | Anne Shilcock Angela Mortimer                                               | 8–6, 3-6, 6-3                                        |                                 |                                 |                                 |                                 |
| 1956-06-18 | Queen's Club Championships |                                                      | 0                                                    | gras, buiten                                         | Louise Brough Shirley Fry                                                   | Angela Buxton Althea Gibson                                                 | 6–3, 7-5                                             |                                 |                                 |                                 |                                 |
| 1957-06-17 | Queen's Club Championships |                                                      | 0                                                    | gras, buiten                                         | Althea Gibson Darlene Hard                                                  | Mary Hawton Thelma Long                                                     | 6–4, 2-6, 6-3                                        |                                 |                                 |                                 |                                 |
| 1958-06-16 | Queen's Club Championships |                                                      | 0                                                    | gras, buiten                                         | Maria Bueno Althea Gibson                                                   | Shirley Bloomer Christine Truman                                            | 6–2, 6-3                                             |                                 |                                 |                                 |                                 |
| 1959-06-15 | Queen's Club Championships |                                                      | 0                                                    | gras, buiten                                         | Beverly Fleitz Christine Truman                                             | Jeanne Arth Dorene Hard                                                     | 7–5, 6-4                                             |                                 |                                 |                                 |                                 |
| 1960-06-13 | Queen's Club Championships |                                                      | 0                                                    | gras, buiten                                         | Maria Bueno Darlene Hard                                                    | Karen Hantze Janet Hopps                                                    | 6–1, 7-5                                             |                                 |                                 |                                 |                                 |
| 1961-06-19 | Queen's Club Championships |                                                      | 0                                                    | gras, buiten                                         | Karen Hantze Billie Moffitt                                                 | Eva Duldig Marlene Gerson                                                   | 6–4, 4–6, 6-3                                        |                                 |                                 |                                 |                                 |
| 1962-06-18 | Queen's Club Championships |                                                      | 0                                                    | gras, buiten                                         | Justina Bricka Margaret Smith                                               | Maria Bueno Darlene Hard                                                    | 6–3, 6–2                                             |                                 |                                 |                                 |                                 |
| 1963       | Queen's Club Championships | Uitslagen niet terug te vinden.                      | Uitslagen niet terug te vinden.                      | Uitslagen niet terug te vinden.                      | Uitslagen niet terug te vinden.                                             | Uitslagen niet terug te vinden.                                             | Uitslagen niet terug te vinden.                      | Uitslagen niet terug te vinden. |                                 |                                 |                                 |
| 1964-06-15 | Queen's Club Championships |                                                      | 0                                                    | gras, buiten                                         | Ann Jones Renee Schuurman                                                   | Deidre Catt Elizabeth Starkie                                               | 6–1, 6-3                                             |                                 |                                 |                                 |                                 |
| 1965-06-14 | Queen's Club Championships |                                                      | 0                                                    | gras, buiten                                         | Margaret Smith Lesley Turner                                                | Maria Bueno Billie Moffitt                                                  | 10–8, 6-2                                            |                                 |                                 |                                 |                                 |
| 1966-06-12 | Queen's Club Championships |                                                      | 0                                                    | gras, buiten                                         | Norma Baylon Annette van Zyl                                                | Rosie Casals Billie Jean King                                               | 3–6, 6–2, 11-9                                       |                                 |                                 |                                 |                                 |
| 1967       | Queen's Club Championships | Uitslagen niet terug te vinden.                      | Uitslagen niet terug te vinden.                      | Uitslagen niet terug te vinden.                      | Uitslagen niet terug te vinden.                                             | Uitslagen niet terug te vinden.                                             | Uitslagen niet terug te vinden.                      | Uitslagen niet terug te vinden. |                                 |                                 |                                 |
| 1968-06-17 | Queen's Club Championships | Toernooi na de kwartfinale gestaakt vanwege regenval | Toernooi na de kwartfinale gestaakt vanwege regenval | Toernooi na de kwartfinale gestaakt vanwege regenval | Toernooi na de kwartfinale gestaakt vanwege regenval                        | Toernooi na de kwartfinale gestaakt vanwege regenval                        | Toernooi na de kwartfinale gestaakt vanwege regenval | details                         |                                 |                                 |                                 |
| 1969-06-16 | Queen's Club Championships |                                                      | 11.500                                               | gras, buiten hout binnen                             | Rosie Casals Billie Jean King                                               | Françoise Dürr Ann Jones                                                    | 8-6, 6-4                                             | details                         |                                 |                                 |                                 |
| 1970-06-15 | Queen's Club Championships |                                                      | 11.500                                               | gras, buiten                                         | Rosie Casals Billie Jean King                                               | Karen Krantzcke Kerry Melville                                              | 6-4, 6-3                                             | details                         |                                 |                                 |                                 |
| 1971-06-14 | Queen's Club Championships |                                                      | 11.500                                               | gras, buiten                                         | Rosie Casals Billie Jean King                                               | Mary-Ann Curtis Valerie Ziegenfuss                                          | 6-2, 8-6                                             | details                         |                                 |                                 |                                 |
| 1972-06-19 | Queen's Club Championships |                                                      | 14.600                                               | gras, buiten                                         | Rosie Casals Billie Jean King                                               | Brenda Kirk Pat Walkden                                                     | 5-7, 6-0, 6-2                                        | details                         |                                 |                                 |                                 |
| 1973-06-17 | Queen's Club Championships |                                                      | [ 83 ]                                               | gras, buiten                                         | Rosie Casals Billie Jean King                                               | Françoise Dürr Betty Stöve                                                  | 4-6, 6-3, 7-5                                        | details                         |                                 |                                 |                                 |
| 1974–2024  | geen toernooi              | geen toernooi                                        | geen toernooi                                        | geen toernooi                                        | geen toernooi                                                               | geen toernooi                                                               | geen toernooi                                        | geen toernooi                   |                                 |                                 |                                 |
| 2025-06-09 | HSBC Championships         | WTA 500                                              | 1.415.000                                            | gras, buiten                                         | Asia Muhammad Demi Schuurs                                                  | Anna Danilina Diana Sjnajder                                                | 7-5, 6-7, [10-4]                                     | details                         |                                 |                                 |                                 |